# فصل تنیس سرنا ویلیامز 2016

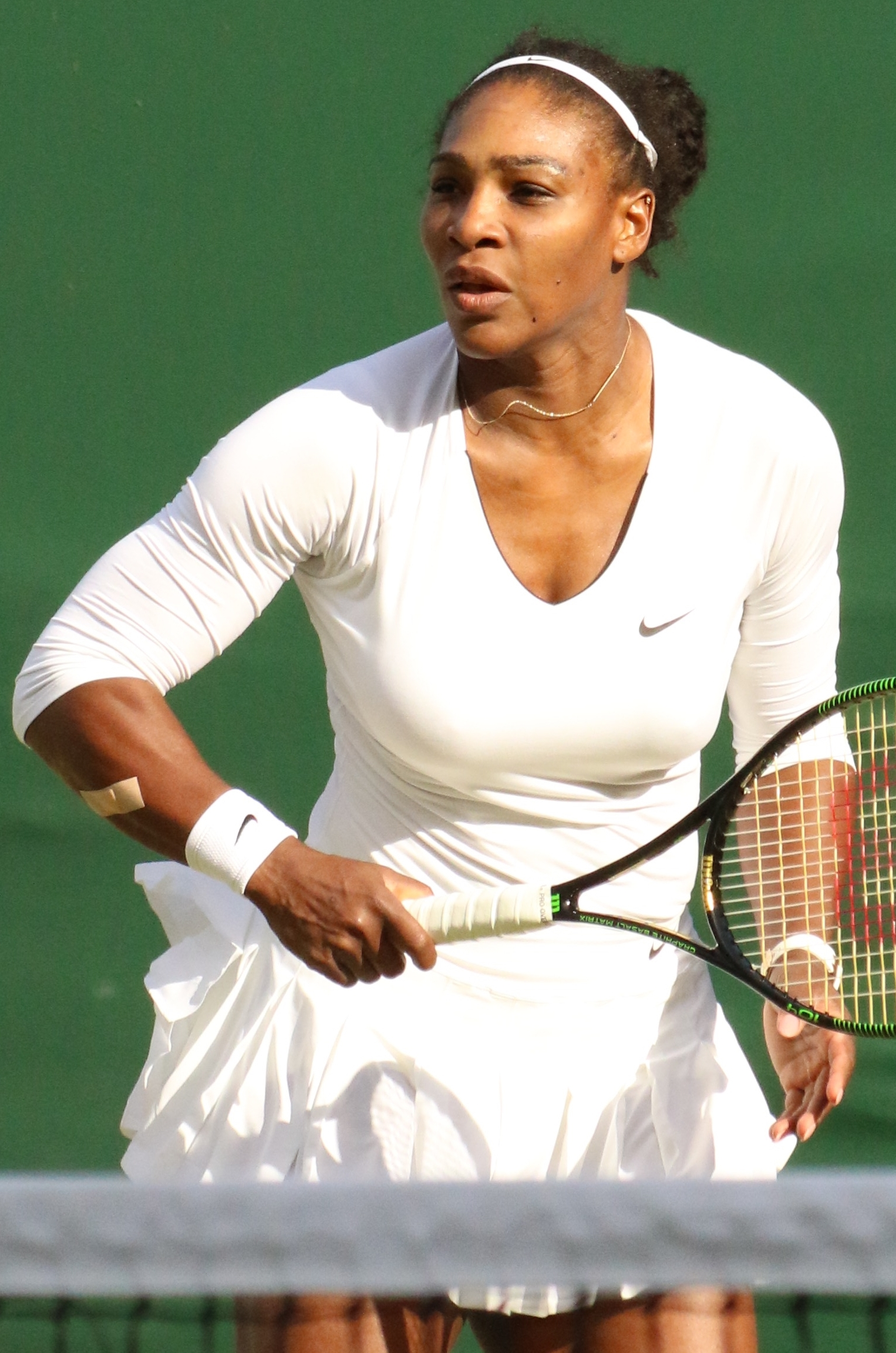
ویلیامز بیست و دومین اسلم خود را در ویمبلدون برد.

فصل تنیس ۲۰۱۶ سرنا ویلیامز به‌طور رسمی در ۵ ژانویه با شروع جام هاپمن ۲۰۱۶ آغاز شد. ویلیامز به عنوان بازیکن شماره یک رنکینگ و مدافع عنوان قهرمانی در پنج تورنمنت، از جمله اوپن استرالیا، آزاد فرانسه و ویمبلدون وارد فصل شد.
در هفته ۵ سپتامبر ۲۰۱۶، ویلیامز با استفی گراف برای طولانی‌ترین هفته‌های متوالی با ۱۸۶ هفته به عنوان شماره یک جهان برابری کرد.
در ۹ ژوئیه ۲۰۱۶، ویلیامز در فینال ویمبلدون آنجلیک کربر را شکست داد تا بیست و دومین عنوان اصلی خود را در انفرادی کسب کند و با استفی گراف رکورد دوران باز را برای عناوین انفرادی گرند اسلم به دست آورد.